# Lolita (1962)
Lolita is een Brits-Amerikaanse dramafilm uit 1962 onder regie van Stanley Kubrick. Het verhaal is gebaseerd op dat uit de gelijknamige roman van Vladimir Nabokov uit 1955. Net als het boek was ook de film bij verschijning omstreden. De critici waren verdeeld gezien de voorstelling van seksueel misbruik van kinderen, en in verschillende landen werd de film gecensureerd.
Kubrick week in zoverre af van het boek dat hij voor de rol van Lolita een veertienjarige koos met beginnende vrouwelijke vormen, terwijl dat bij Nabokov net het moment is waarop Humbert Humbert zijn belangstelling verliest.
Lolita werd genomineerd voor de Academy Award voor beste script. Daarnaast werd de film genomineerd voor vier Golden Globes, de Gouden Leeuw van het Filmfestival van Venetië 1962 en de BAFTA Award voor beste Britse acteur (James Mason).

## Verhaal
De 45 jaar oude professor Humbert Humbert raakt seksueel geobsedeerd met een meisje van 14. Hij besluit te gaan trouwen met haar moeder om zo dichter bij haar te komen. Wanneer de moeder bij een verkeersongeval om het leven komt, werkt dat alleen maar in zijn voordeel. Het meisje is nu emotioneel afhankelijk van hem en hij maakt daar gemakkelijk misbruik van.

## Rolverdeling
| Acteur           | Personage                 |
| ---------------- | ------------------------- |
| James Mason      | Professor Humbert Humbert |
| Shelley Winters  | Charlotte Haze            |
| Sue Lyon         | Dolores "Lolita" Haze     |
| Gary Cockrell    | Richard T. Schiller       |
| Jerry Stovin     | John Farlow               |
| Diana Decker     | Jean Farlow               |
| Lois Maxwell     | Verpleegkundige Mary Lore |
| Cec Linder       | Dokter Keegee             |
| Bill Greene      | George Swine              |
| Shirley Douglas  | Mevrouw Starch            |
| Marianne Stone   | Vivian Darkbloom          |
| Marion Mathie    | Juffrouw Lebone           |
| James Dyrenforth | Frederick Beale Sr.       |
| Maxine Holden    | Juffrouw Fromkiss         |
| Colin Maitland   | Charlie Sedgewick         |
| Roland Brand     | Bill Crest                |
| Peter Sellers    | Clare Quilty              |